# Mendoncia glomerata
Mendoncia glomerata är en akantusväxtart som beskrevs av Emery Clarence Leonard. Mendoncia glomerata ingår i släktet Mendoncia och familjen akantusväxter. Inga underarter finns listade i Catalogue of Life.